# Klasztor podwójny

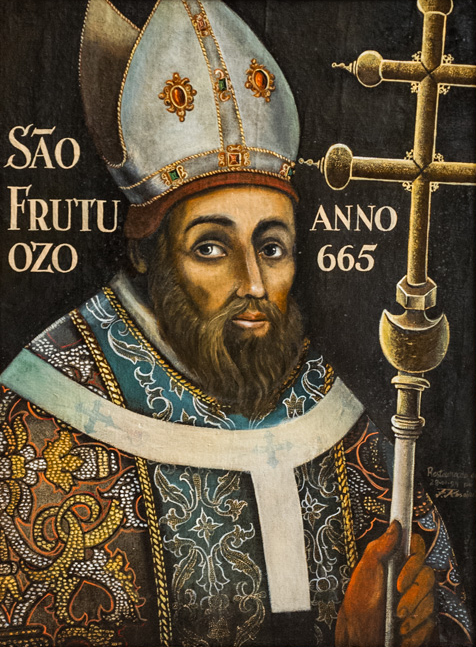
Św. Fruktuozus z Bragi – autor reguł dla klasztorów podwójnych

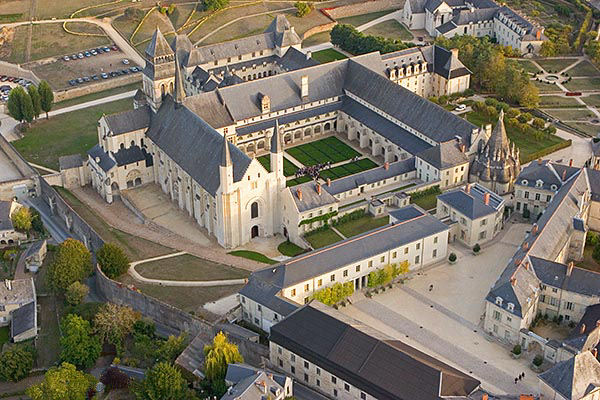
Opactwo w Fontevraud, które było niegdyś klasztorem podwójnym

Klasztor podwójny – wspólnota zakonna, w której mnisi i mniszki żyją wspólnie pod przewodnictwem jednego przełożonego (lub przełożonej), zamieszkująca bądź ten sam budynek, bądź dwa nieodległe budynki, korzystająca ze wspólnych dóbr i wspólnie sprawująca liturgię.
Źródeł tego sposobu życia można doszukiwać się już u początków monastycyzmu (por. wspólnoty św. Bazylego i św. Makryny albo św. Pachomiusza i jego siostry). Z terenów Egiptu wspólnoty te rozprzestrzeniły się do Italii i Galii, a stamtąd na Półwysep Iberyjski, do Anglii oraz na tereny współczesnej Belgii i Holandii. W Hiszpanii do tego typu klasztorów wstępowały nierzadko całe rodziny wraz z niewolnikami i służbą. Ta forma życia zakonnego wydała jednak niewielu świętych i nie zyskała sobie renomy. W Kościele wschodnim zanikła już w IX wieku, natomiast na Zachodzie (mimo kryzysu w wiekach VIII–X) pojawiała się do XIV wieku. Najdłużej przetrwała w obrządku maronickim (tereny Libanu) – aż do XVI wieku.